# 基隆 (大字)
基隆，臺灣台語口語上稱為雞籠，是臺灣基隆市中正區、仁愛區、中山區交界地帶的一個地名，為基隆市主聚落所在地。

## 歷史
台灣清治末期，基隆地區為一街庄，稱為「基隆街」，隸屬於基隆堡。該街北臨基隆港海域，東北與大沙灣庄為鄰，東南與田藔港庄為鄰，南邊為石硬港庄、獅球嶺庄，西邊為蚵殼港庄、牛稠港庄。
1901年（日治明治三十四年）11月，該街隸屬於基隆廳，編入第一區。1905年（明治三十八年）7月，第一區、第二區合併為「基隆區」。1920年（大正九年），該街改制為「基隆」大字，隸屬於臺北州基隆郡基隆街，大字下有「罾子寮」、「新店」、「後井子」、「媽祖宮口」、「和興頭」、「崁子頂」、「暗街子」、「福德」、「玉田」、「新興」、「草店尾」、「石牌」、「義重橋」、「哨船頭」、「鼻子頭」、「二沙灣」、「三沙灣」小字名。1924年10月，基隆街升格為州轄基隆市。1931年基隆市實施「町名改正」，大字改制並拆分為多個町。
戰後基隆市改制為省轄市，基隆地區分拆編入第一區、第三區、第五區，町改制為里。1946年，第一區改稱中正區，第三區改稱仁愛區，第五區改稱中山區，本地區仍分別屬之。因人口增加，本地區已細分為多個里。

## 交通
台鐡縱貫線經過基隆地區西部，並以基隆車站作為端點站。該站屬一等站，停靠各級列車，可由此前往台灣西部各地，或於八堵車站、七堵車站轉接宜蘭線以前往台灣東部各地。
國道1號北側端點位於本地區南部邊界地帶，由此可前往台灣西部各地。省道台62甲線又稱「基隆港東岸聯外道路」，是西側端點位於基隆地區東北部省道台2線交會口處的一條快速公路，由此可快速前往瑞芳的四腳亭地區以銜接省道台62線本線。
省道台2線即北部濱海公路，經過本地區核心地帶，往西可前往金山、石門、淡水等地，往東北轉東可前往瑞芳、貢寮、頭城、蘇澳等地。

## 學校
- 中正國中
- 仁愛國小（小部分）